# Леновац
Леновац је насељено место града Зајечара у Зајечарском округу, родно место Хајдук-Вељка. Према попису из 2022. било је 96 становника (према попису из 1991. било је 365 становника).

## Хајдук Вељкови дани
У другој половини јула, одржавају се Хајдук Вељкови дани, културно-спортска манифестација, која има за циљ да одржи сећање на српског јунака - Хајдук Вељка Петровића и да подстиче, негује и одржи изворну културу, да очува спортску традицију (народни вишебој) и да привуче што већи број туриста у Леновац. Манифестација поред спортских сусрета у народном вешебоју обухвата: изложбе домаће радиности, промоције књига о Хајдук Вељку, избор „Хајдучког харамбаше“ и „Хајдучке лепотице“ и богат културно-уметнички програм. Манифестација се одржава 36 година, а броји преко 100 учесника.
У месту је 24. маја 1926. године откривен споменик јунаку Хајдук Вељку. На споменику обелиску, који су подигли "Захвални Хајдук Вељкови потомци" (мештани), уклесано је 151 име погинулих становника, током ослободилачких ратова за време 1912-1918. године.

## Демографија
У насељу Леновац живи 203 пунолетна становника, а просечна старост становништва износи 67,3 година (64,1 код мушкараца и 69,7 код жена). У насељу има 122 домаћинства, а просечан број чланова по домаћинству је 1,67.
Ово насеље је великим делом насељено Србима (према попису из 2002. године), а у последња три пописа, примећен је пад у броју становника.
|  |

| Демографија | Демографија | Демографија |
| Година      | Становника  | Становника  |
| ----------- | ----------- | ----------- |
| 1948.       | 1.380       |             |
| 1953.       | 1.129       |             |
| 1961.       | 924         |             |
| 1971.       | 732         |             |
| 1981.       | 566         |             |
| 1991.       | 365         | 359         |
| 2002.       | 204         | 210         |

| Етнички састав према попису из 2002.‍ | Етнички састав према попису из 2002.‍ | Етнички састав према попису из 2002.‍ | Етнички састав према попису из 2002.‍ | Етнички састав према попису из 2002.‍ |
| ------------------------------------ | ------------------------------------ | ------------------------------------ | ------------------------------------ | ------------------------------------ |
|                                      |                                      |                                      |                                      |                                      |
| Срби                                 | Срби                                 |                                      | 200                                  | 98,03%                               |
| непознато                            | непознато                            |                                      | 4                                    | 1,96%                                |

| Година пописа     | 1948. | 1953. | 1961. | 1971. | 1981. | 1991. | 2002. |
| ----------------- | ----- | ----- | ----- | ----- | ----- | ----- | ----- |
| Број домаћинстава | 355   | 295   | 263   | 237   | 217   | 168   | 122   |

| Број чланова      | 1  | 2  | 3  | 4 | 5 | 6 | 7 | 8 | 9 | 10 и више | Просек |
| ----------------- | -- | -- | -- | - | - | - | - | - | - | --------- | ------ |
| Број домаћинстава | 67 | 37 | 12 | 3 | 3 | 0 | 0 | 0 | 0 | 0         | 1,67   |

| Пол    | Укупно | Неожењен/Неудата | Ожењен/Удата | Удовац/Удовица | Разведен/Разведена | Непознато |
| ------ | ------ | ---------------- | ------------ | -------------- | ------------------ | --------- |
| Мушки  | 85     | 9                | 58           | 13             | 5                  | 0         |
| Женски | 118    | 2                | 59           | 50             | 7                  | 0         |
| УКУПНО | 203    | 11               | 117          | 63             | 12                 | 0         |

| Пол    | Укупно                    | Пољопривреда, лов и шумарство | Рибарство                            | Вађење руде и камена | Прерађивачка индустрија       |
| ------ | ------------------------- | ----------------------------- | ------------------------------------ | -------------------- | ----------------------------- |
| Мушки  | 31                        | 17                            | 0                                    | 0                    | 5                             |
| Женски | 32                        | 32                            | 0                                    | 0                    | 0                             |
| УКУПНО | 63                        | 49                            | 0                                    | 0                    | 5                             |
| Пол    | Производња и снабдевање   | Грађевинарство                | Трговина                             | Хотели и ресторани   | Саобраћај, складиштење и везе |
| Мушки  | 0                         | 5                             | 3                                    | 0                    | 0                             |
| Женски | 0                         | 0                             | 0                                    | 0                    | 0                             |
| УКУПНО | 0                         | 5                             | 3                                    | 0                    | 0                             |
| Пол    | Финансијско посредовање   | Некретнине                    | Државна управа и одбрана             | Образовање           | Здравствени и социјални рад   |
| Мушки  | 0                         | 0                             | 0                                    | 0                    | 0                             |
| Женски | 0                         | 0                             | 0                                    | 0                    | 0                             |
| УКУПНО | 0                         | 0                             | 0                                    | 0                    | 0                             |
| Пол    | Остале услужне активности | Приватна домаћинства          | Екстериторијалне организације и тела | Непознато            | Непознато                     |
| Мушки  | 1                         | 0                             | 0                                    | 0                    | 0                             |
| Женски | 0                         | 0                             | 0                                    | 0                    | 0                             |
| УКУПНО | 1                         | 0                             | 0                                    | 0                    | 0                             |